# 6853 Silvanomassaglia
6853 Silvanomassaglia este un asteroid din centura principală de asteroizi.

## Descriere
6853 Silvanomassaglia este un asteroid din centura principală de asteroizi. A fost descoperit pe 12 februarie 1986 la Observatorul La Silla de Henri Debehogne. Asteroidul prezintă o orbită caracterizată de o semiaxă mare de 2,26 ua, o excentricitate de 0,12 și o înclinație de 5,9° în raport cu ecliptica.